# Lista de termos relacionados aos algoritmos e às estruturas de dados
- Abstração
  - Abstração de comandos
  - Abstração de declarações de tipos.
  - Abstração de declarações de variáveis (dados)
  - Abstração de expressões
- Acoplamento
- Algoritmo
- Análise de Complexidade
- Arranjo ou Array
- Árvore
  - Árvore Binária
  - AVL
  - B
  - B*
  - B+
- Assertivas
- Atributo
- Caminhamento
- Classe
  - Construtor
  - Instância
- Coesão
- Coleção
- Complexidade
  - (O)
  - (Θ)
  - (Ω)
  - Melhor caso(Ω)
  - Caso médio(Θ)
  - Pior caso (O)
  - Constante
  - Logarítmica
  - Log-Linear
  - Linear
  - Quadrática
  - Cúbica
  - Exponencial
  - Polinomial
  - Fatorial
- Conjuntos
  - Ordenado
  - Genérico
- Encapsulação
- Estabilidade
- Estrutura de Dados
- Exceção
- FIFO
  - Dequeue
  - Enqueue
- LIFO
  - Pop
  - Push
- Head ou Cabeça
- Iterador
- Método ou Função
- Módulo
- Polimorfismo
- Recursividade
- Tabela
  - Hash
- TAD
- Tail ou Cauda
- Visibilidade